# Leszek Jabłonowski
Leszek Jabłonowski, né le 11 janvier 1954 à Cracovie, est un escrimeur polonais, pratiquant le sabre.

## Palmarès

### Jeux olympiques
- 1976 à Montréal
  - 23e en individuel et 6e en équipe

### Championnats du monde
- 1981 à Clermont-Ferrand
  -  Médaille de bronze par équipes

### Championnats de Pologne
- en 1978 et 1980, en individuel:
  - 2  Champion de Pologne de sabre